# Camponotus rubiginosus
Camponotus rubiginosus är en myrart som beskrevs av Mayr 1876. Camponotus rubiginosus ingår i släktet hästmyror, och familjen myror. Inga underarter finns listade.